# Торговий шлях
Торговий шлях — логістична мережа визначена як послідовність шляхів і зупинок використовуваних для комерційного транспортування вантажу. Дозволяє товарам досягти більш віддалених ринків. Один торговий шлях складається з великої відстані магістральних артерій, що можуть надалі бути пов'язані з меншою мережею комерційних і некомерційних транспортних маршрутів/трактів. Серед помітних торговельних шляхів був Бурштиновий шлях, який служив надійною мережею для далекої торгівлі. Морська торгівля вздовж "дороги спецій" у середньовіччі стає важливим торговим маршрутом, оскільки країни вдавалися до військових засобів для управління цим впливовим маршрутом. У середньовіччі такі організації, як Ганзейський союз, були спрямовані на захист інтересів купців, і торгівля ставала все більш помітною.
Знаходячись під контролем держави, торговельні шляхи завжди мали й військово-політичне значення. Найчастіше саме боротьба за їх заволодіння та контроль над цими шляхами й були причиною багатьох давніх конфліктів.
У сучасності, комерційна діяльність зміщується від основних торгових шляхів Старого Світу, щоб утворювати нові маршрути між сучасними націями-державами. Ця діяльність іноді здійснюється без традиційного захисту торгівлі та згідно з міжнародними угодами з вільної торгівлі, що дозволило комерційним товарам простіше перетинати кордони. Інноваційні перевезення сучасності включають трубопровідний транспорт і відносно відому торгівлю за участю залізничних маршрутів, автомобільний транспорт і вантажні авіакомпанії.

## Монополії й Ганзейський Союз
Найбільшого економічного успіху досягли держави, що встановили нові торгові шляхи, виконуючи роль монопольних посередників між Сходом і Заходом. При цьому торгове суперництво між державами дуже часто супроводжувалося озброєними зіткненнями і багаторічними війнам, ініційованими волевиявленнями еліти суспільства, закріпленими державними рішеннями. В цей період світової історії особливого успіху досягли італійські міста-республіки й союз північних німецьких міст (Ганза), що монопольно здійснювали роль посередників в міжнародній торгівлі і проводили колоніальну політику із застосуванням деяких заходів протекціонізму.
Переміщення торгових шляхів в XVI ст. в Атлантику визначило падіння торгової могутності Венеції і ганзейських міст як посередників у світовій торгівлі.

## Розвиток ранніх маршрутів
Надзвичайно важливим геополітичним фактором для всіх давніх світових цивілізацій були моря та річки. Вони визначали як напрямки міграції й заселення, так і завоювання й колонізації, часто були межею й кордоном. Море, річка, вододіл (волок, канал, перевал) мали особливо важливе значення в розвитку як внутрішньої, так і зовнішньої торгівлі. Транс'європейські річкові шляхи мали надзвичайно велике значення для розвитку державотворчих і градотворчих процесів.
Якщо вести мову про українські території, то більшість соляних, бурштинових, мідних, олов'яних, шовкових торгових шляхів були транскарпатськими — в Карпатському регіоні всі ці шляхи об'єднувалися в одну транскарпатську систему.

## Історичні торгові шляхи

### Шовковий шлях
Вели́кий шовковий шлях — це найвідоміший торговельний маршрут старожитності, що виникнув у перші сторіччя нашої ери. Ним товари з Китаю потрапляли до Східної та Західної Європи, Близького Сходу, Північної Африки.

### Бурштиновий шлях
Бурштиновий шлях — європейський торговий шлях, пов'язаний з торгівлею і транспортуванням бурштину. Перед створення римського контролю над такими областями, як Паннонія, бурштиновий шлях був практично єдиним маршрутом для тривалої дистанційної торгівлі.
Поселення, розташовані вздовж Бурштинового шляху почали неухильно зростати протягом 1-го століття нашої ери, попри пересування військ Тита Флавія Веспасіана та його сина Тита Флавія Домициана. 
З 3-го століття річки Дунаю стали головними артеріями торгівлі, затьмарюючи Бурштиновий шлях та інших комерційні маршрути. Це спонукає до появи дунайських фортець, розташованих вздовж Бурштинового шляху. Тривала боротьба між римлянами й варварами надалі наклав свій відбиток на міста вздовж Бурштинового шляху.